# Верхні Алнаші
Верхні Алнаші́ (рос. Верхние Алнаши) — присілок у складі Алнаського району Удмуртії, Росія.

## Населення
Населення — 43 особи (2010; 53 в 2002).
Національний склад станом на 2002 рік:
- удмурти — 100 %

## Урбаноніми[3]
- вулиці — Зарічна, Зелена, Кедрова, Садова